# Шаров, Сергей Иванович
Сергей Иванович Шаров (1905 г. - 1975 г.) — советский учёный-металлург, специалист в области  физико-химических исследований металлургических систем, основатель высшего технического образования в Липецкой области. Доктор технических наук, профессор кафедры металлургии Липецкого филиала Московского института стали и сплавов, заслуженный деятель науки и техники РСФСР. Участник Великой Отечественной войны.

## Биография
Сергей Иванович Шаров родился в 1905 году. Сын рабочего-текстильщика, он рано начал трудовую деятельность: в 13 лет стал рабочим Калининской текстильной фабрики "Пролетарка", в 1927 году поступил на рабфак, а после окончания Московского института стали работал в доменном цехе Магнитогорского металлургического комбината, защитил кандидатскую диссертацию.
С первых дней Великой Отечественной войны находился в действующей армии в звании рядового, был дважды ранен. В октябре 1943 г.  после тяжелого ранения С.И. Шаров вернулся к преподавательской работе в МИСиС. В 1953 г. он защитил докторскую диссертацию.
В 1959 г. назначается деканом Липецкого вечернего факультета МИСиС, созданного на базе вечернего факультета Тульского механического института. Основатель и заведующий кафедрой металлургии ЛГТУ, профессор этой же кафедры. В 1966 г. вечерний факультет был реорганизован в Липецкий филиал Московского института стали и сплавов, директором филиала стал профессор С.И. Шаров. Руководил филиалом (на базе которого в 1973 году был организован Липецкий политехнический институт) до 1969 г.
Скончался в Липецке в 1975 году.

## Научная и педагогическая деятельность
Область научных интересов - физико-химические исследования металлургических систем. Для С.И. Шарова характерны оригинальные исследования в области переработки комплексных руд, результаты которых являлись принципиальными для широких теоретических обобщений и решения практических задач.
Но основные заслуги - в области образовательной деятельности. С.И. Шаров считается основателем высшего технического образования в Липецкой области. В 50-е гг. XX века в Липецке развернулось строительство крупнейшего в стране горнометаллургического комплекса. В городе сооружались мощные доменные печи и прокатные станы, коксовые батареи и агломерационные машины, уникальные даже по нынешним временам кислородные конвертеры. Создавалась мощная строительная индустрия, развивалось машиностроение. Меж тем в регионе наблюдался большой дефицит высококвалифицированных кадров - много специалистов погибло на фронтах Великой Отечественной войны; социально-бытовая обстановка не позволяла большинству молодых людей уезжать на учебу в столичные вузы.
Именно С.И. Шарову пришлось выстраивать образовательную систему нового учебного заведения. С учётом того, что основную массу студентов составляли производственники, причем, как правило, работающие по сменам, "вечерним" факультет был только по названию,  занятия проводились с утра до позднего вечера. Как вспоминал министр металлургии СССР, бывший в те годы директором НЛМЗ Серафим Колпаков: «Профессора не щадили себя, бывая на предприятиях, поддерживая своих учеников, работая с их руководителями. Поскольку последние нередко говорили: «Или работай как все, или уходи, мне дела нет до твоей учебы». Не все выдерживали такую психологическую атаку. Многие инженеры, выпускники Липецкого филиала обязаны своим дипломом неутомимым трудам Сергея Ивановича и его коллег». Одновременно создавалась и укреплялась база для подготовки собственных научных и педагогических кадров, материальная база для подготовки инженеров по дневной форме обучения.
В июне 1962 г. состоялся первый выпуск - 114 инженеров-металлургов, машиностроителей и строителей. За "шаровское десятилетие" 1959-1969 гг. в институте было открыто 14 специальностей. В 1969 году на первый курс приняли уже 800 человек.

## Признание
С.И. Шарову присвоено почётное звание «Заслуженный деятель науки и техники РСФСР», он награжден многими государственными наградами.
В ноябре 2002 г. Липецким городским Советом депутатов было принято решение об установке мемориальной доски на здании Липецкого государственного технического университета. Как отмечалось в постановлении, "с целью увековечения памяти Шарова Сергея Ивановича - основателя высшего технического образования в городе, бывшего директора Липецкого филиала Московского института стали и сплавов". Памятная доска была торжественно открыта в 9 корпусе университета на улице Московской 7 октября 2014 г.